# Kostel Nanebevzetí Panny Marie (Únětice)
Kostel Nanebevzetí Panny Marie v Úněticích je římskokatolický filiální kostel roztocké farnosti. Kostel stojí na místě původního románského kostela ze 12. století založeného knězem-kanovníkem Zbyhněvem. Současná podoba kostela pochází z konce 18. století s opravami z roku 1909. Původní kostel obklopoval hřbitov, ten byl ale roku 1749 celkově přesunut na hřbitov nový, původně zřízený kvůli morové epidemii na konci 16. století.
Kostel je od 3. května 1958 chráněn jako kulturní památka.

## Původní kostel
Mezi lety 1125 až 1140 spravoval Únětice kněz Zbyhněv, kterému je svěřil Soběslav I. Tento kněz v roce 1132 založil kostel a vydáním „únětické listiny“ jej svěřil dvěma kanovníkům, Rážovi a Bezdědovi. K obživě kanovníkům sloužil samostatný statek. Nově postavený kamenný románský kostel měl čtyři oltáře zasvěcené Panně Marii, sv. Václavu, sv. Janu Nepomuckému a sv. Kříži.
Po roce 1547 připadly celé Únětice společně s kostelem Kapitule u svatého Víta.
Farář Nespěšný nechal roku 1752 pro kostel zhotovit pozlacenou stříbrnou monstranci ze stříbrného kalichu. Na výrobu monstrance také přispěl značnou částkou. Kostelu také daroval nový stříbrný kalich, který byl ale roku 1757 ukraden Prusy při obléhání Prahy. Tento farář po své smrti odkázal kostelu veliké jmění, ze kterého byla postavena škola a po souhlasu a finančním příspěvku kapituly sv. Víta také nový kostel. Vysvěcen byl 23. prosince 1770. 

## Popis
Kostel Nanebevzetí Panny Marie stojí na kopci ve vrchní části Únětic, vedle místní komunikace, se kterou je skoro rovnoběžný. Kostel je obehnaný zdí, dříve ohraničující bývalý hřbitov. Ze dvou stran ho částečně zakrývají vzrostlé kaštany.
Fasády jednolodního kostela jsou členěné pilastry a vykrajovanými plastickými poli. Uprostřed západního průčelí stojí hranolová věž se zajímavě řešenou střechou, naproti věži nad presbytářem sanktusová věžička.[ve zdroji nenalezeno]
Interiér kostela je převážně rokokový ze druhé poloviny 18. století. Dominantou interiéru je obraz Nanebevzetí Panny Marie od Ignáce Raaba nesený bohatým barokním rámem. Obraz pochází z roku 1749 a do nového kostela byl přenesený z kostela původního. Na bočních stranách lodě jsou dva malé oltáře s obrazy sv. Vojtěcha a sv. Barbory. Rokoková kazatelna je označena znakem kanovníka Jana Hrobčického z Hrobčic.
Ve věži kostela jsou v současnosti tři zvony. Nejmenší zvon, s hlavním nárazovým tónem Ais2, pochází z původního kostela. Byl ulit roku 1653 a nese kanovnický znak od pražského zvonaře Mikuláše Loewa a nápis "Gos mich Nicolas Loew in Prag Anno Domini 1653". Ke starému zvonu přibyly v osmdesátých letech dva nové, ulité ve Zvonařství Manoušek ve Zbraslavi. Větší zvon s nápisem “Maria – na paměť Mariánského roku 1987-88 – Únětice” a s nárazovým tónem Dis 2, společně s menším zvonem nesoucím nápis  “Jan Evangelista – Zásluhou P. Jana Dvořáka, faráře únětického – L.P.1988” a s nárazovým tónem Fis2. Zvony byly 13. srpna 1989 vysvěceny biskupem Antonínem Liškou.

## Současnost
V roce 2022 byl kostel spravován římskokatolickou farností Roztoky u Prahy. Bohoslužby se zde mimo letní prázdniny konaly pravidelně ve čtvrtek v 17.45 a v neděli v 8.30. Farnost spravuje také kostely v Roztokách u Prahy, Budči, Libčicích nad Vltavou, Noutonicích, Svrkyni, Otvovicích, Tursku a na Levém Hradci.

## Fotografie

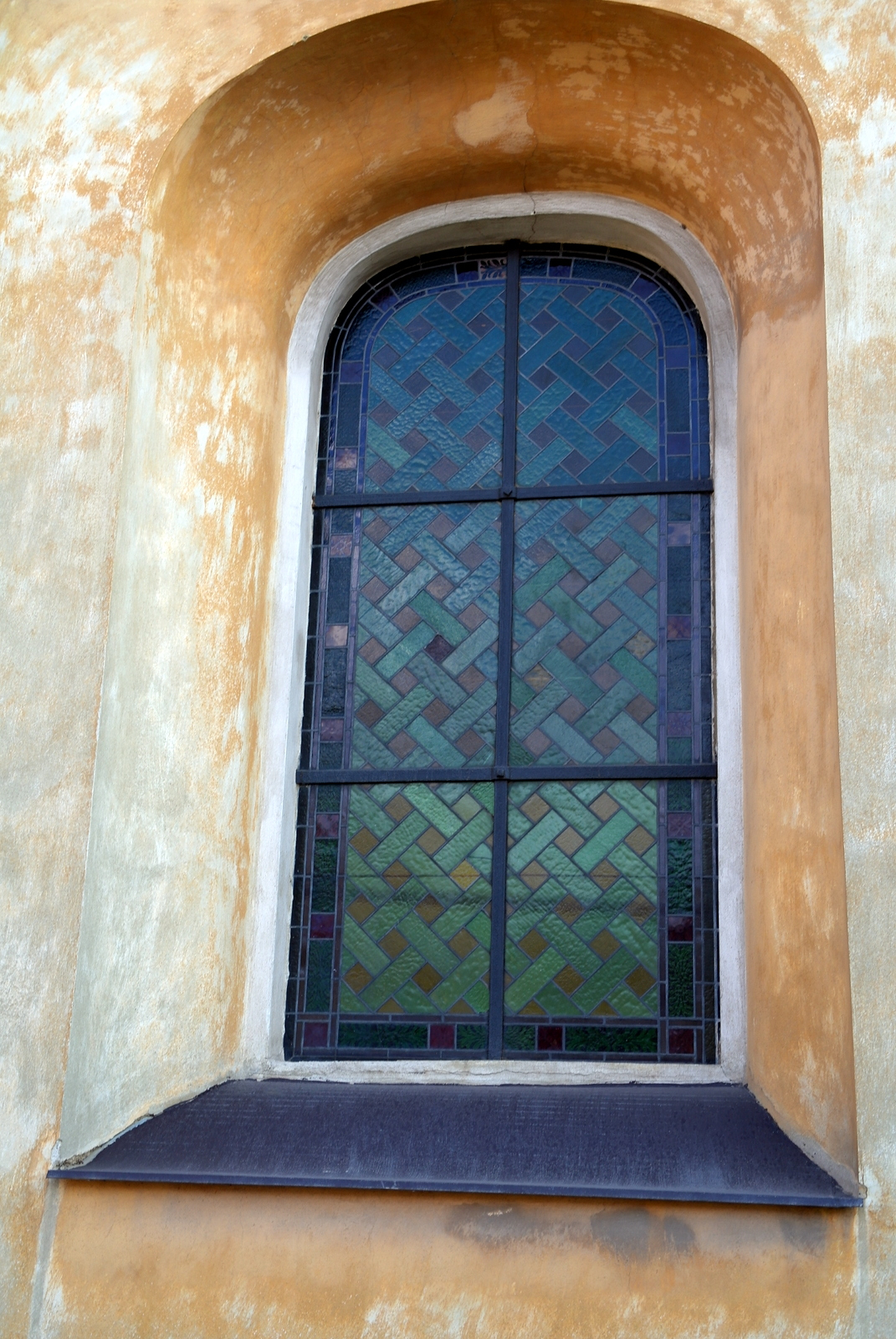
Vitrážové okno
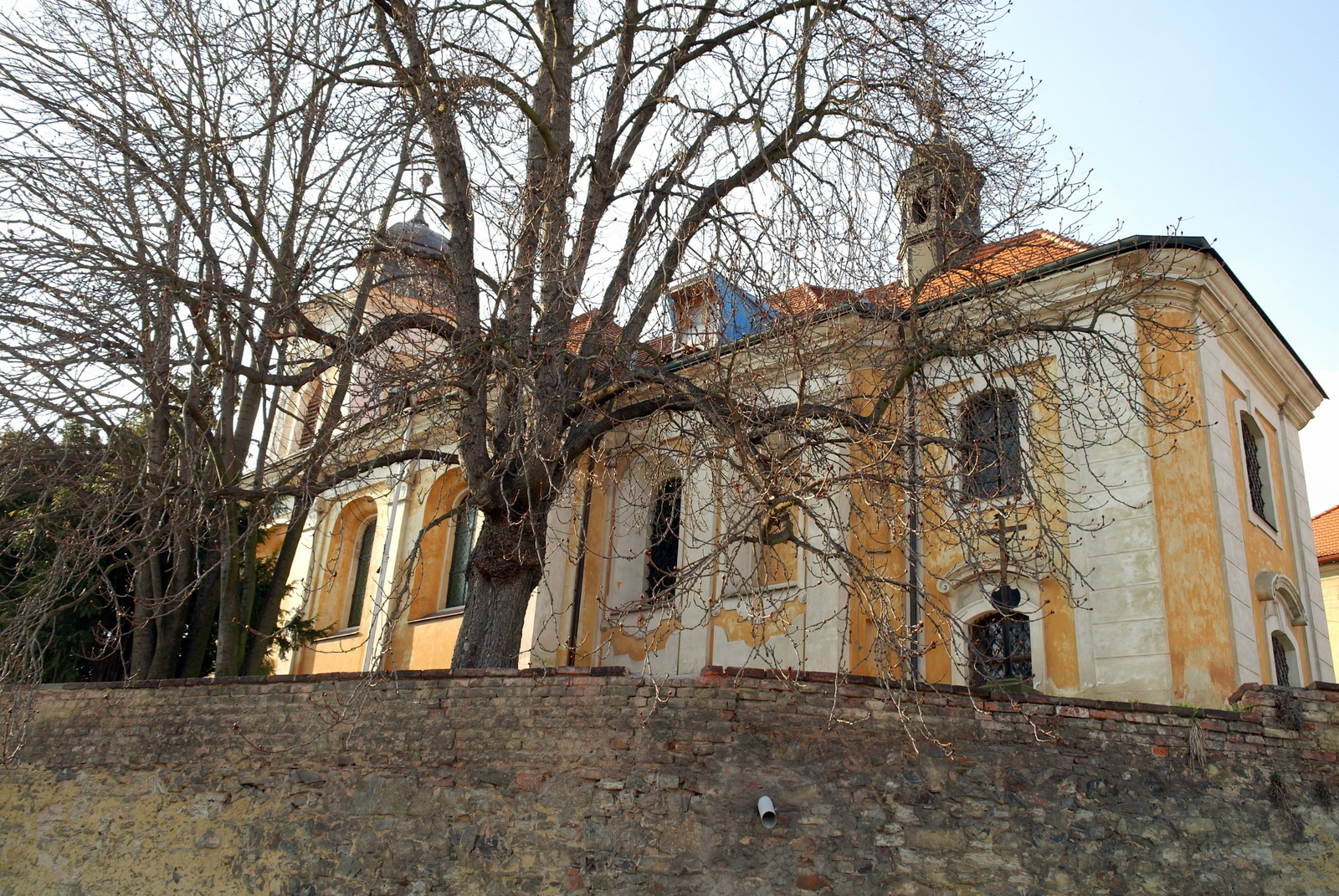
Pohled zpod terasové zdi
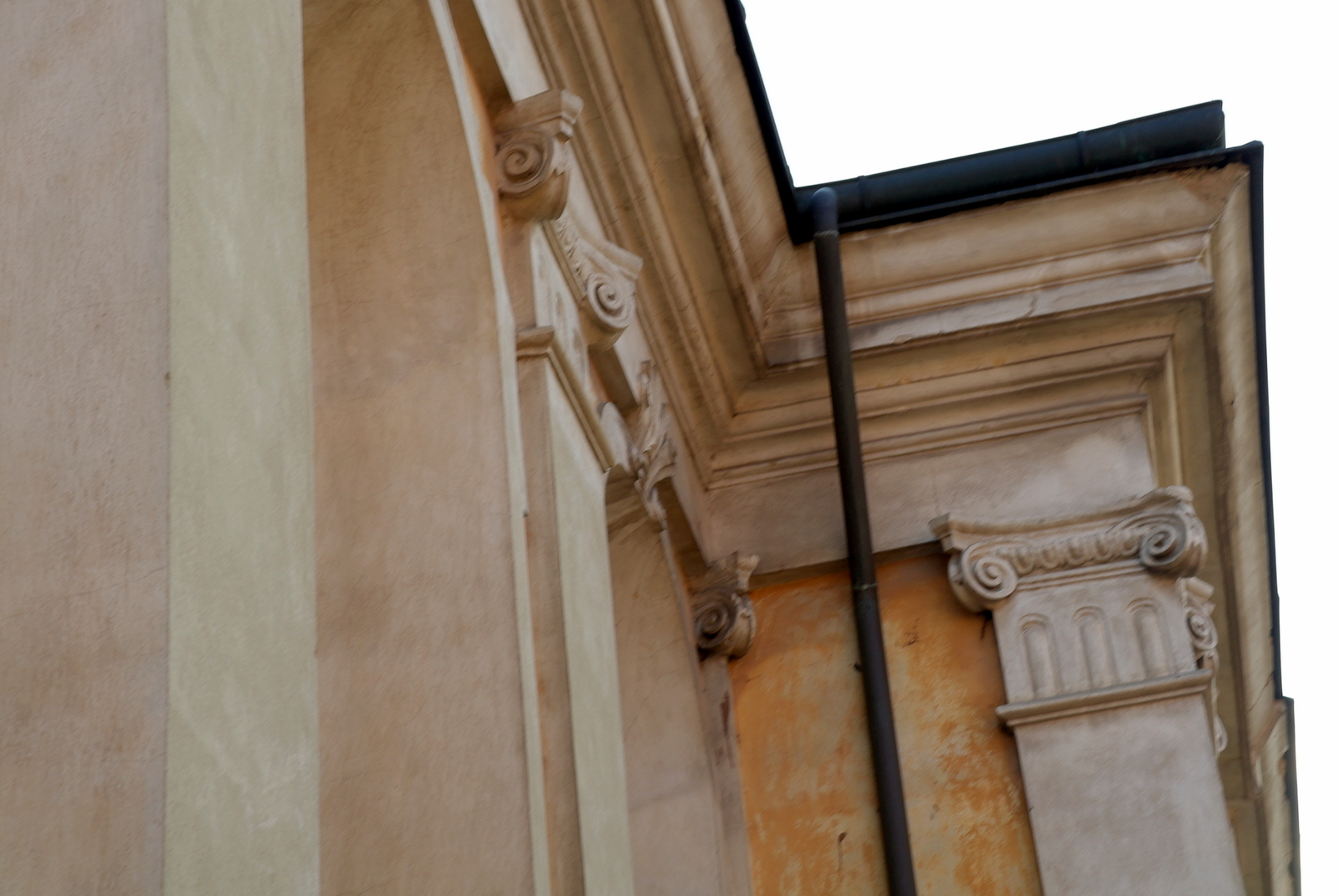
Fasáda
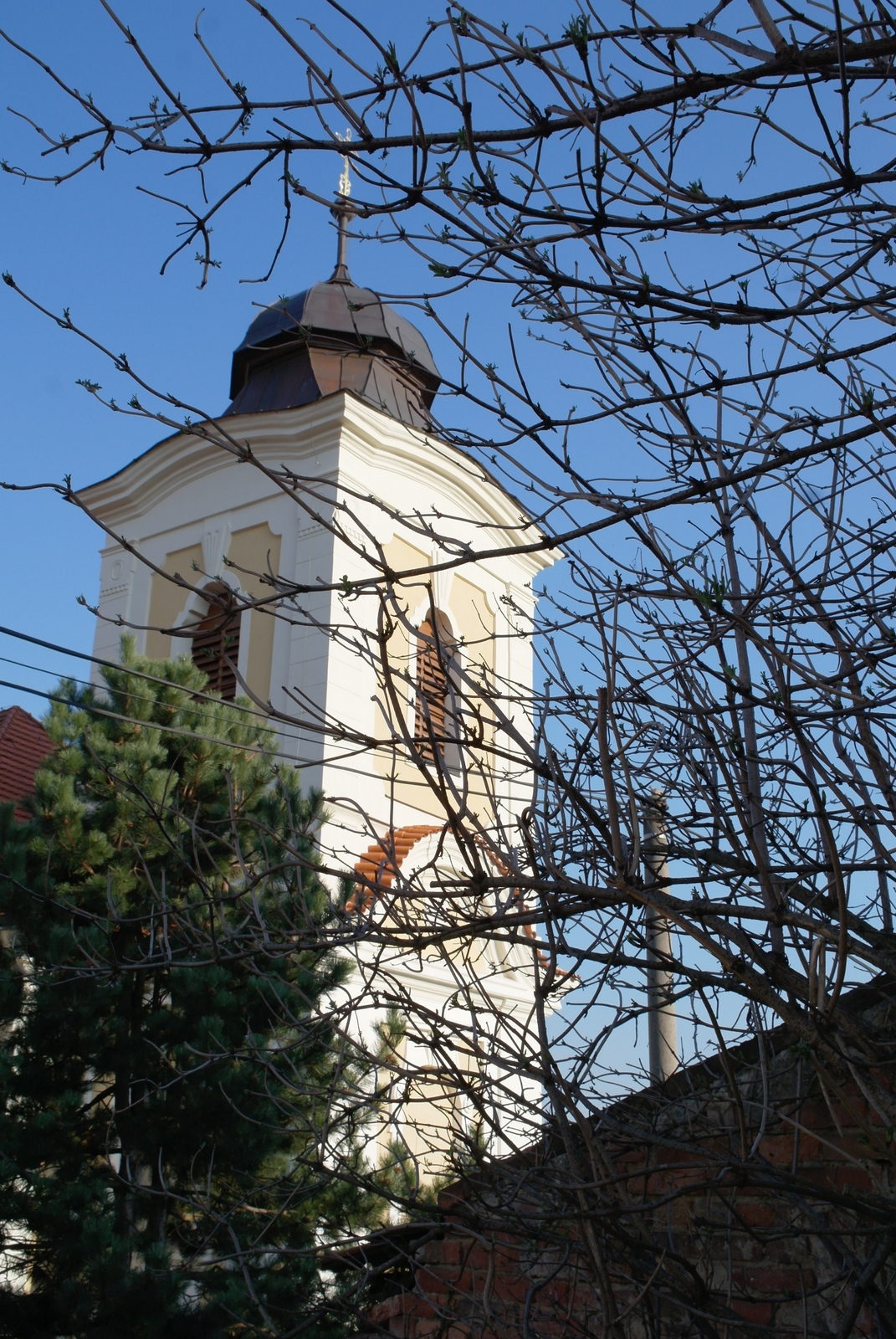
Věž kostela
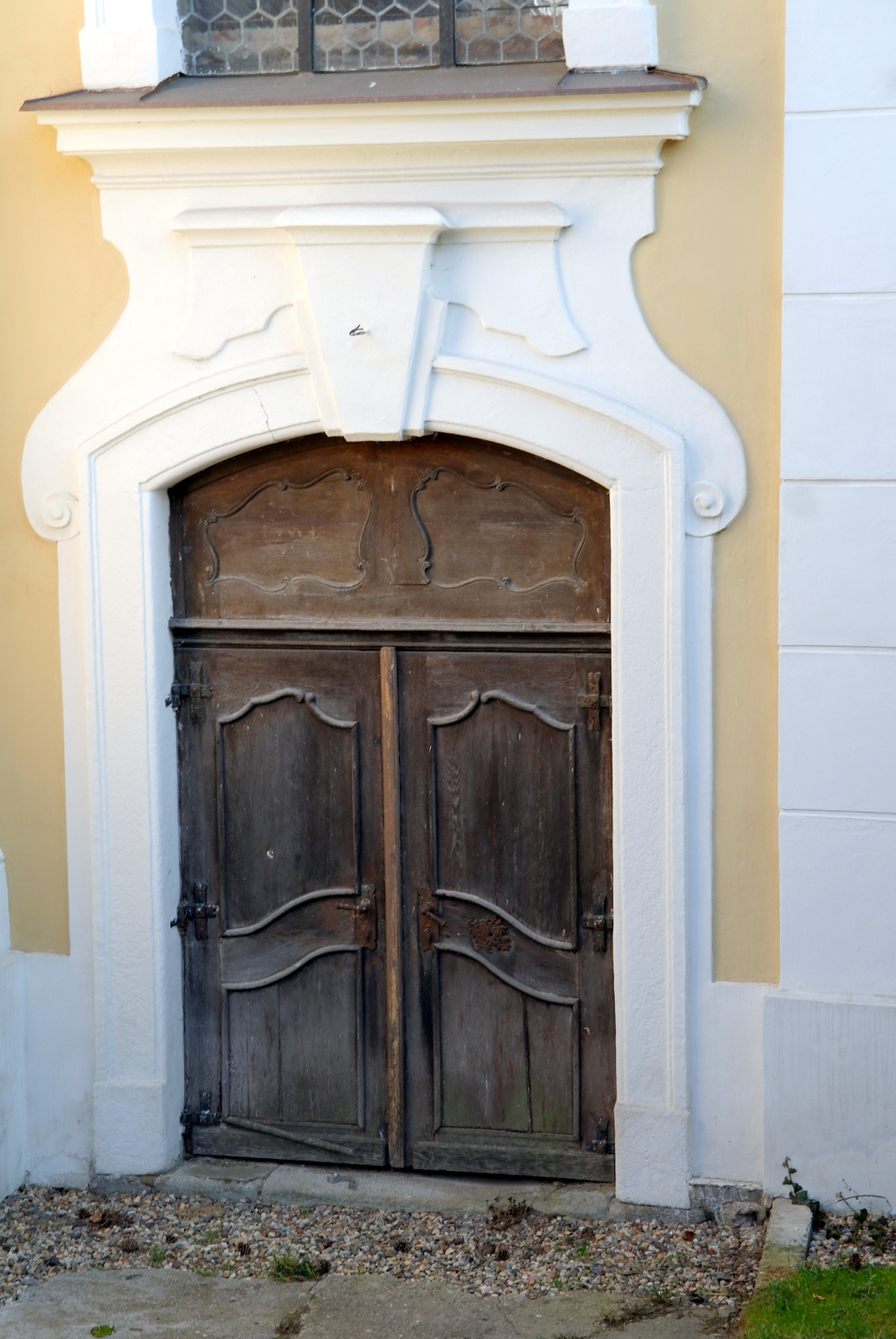
Zdobné dveře